# Nicola Ruffoni
Nicola Ruffoni (Brescia, 14 dicembre 1990) è un ciclista su strada italiano, professionista dal 2014.
Convocato dalla sua squadra per il Giro d'Italia 2017, viene prima escluso della corsa a causa di una positività al GHRPs in un test fuori competizione, e in seguito licenziato dalla sua squadra, la Bardiani-CSF. Nel dicembre 2017 viene squalificato dalle competizioni per quattro anni, fino al 3 maggio 2021.

## Palmarès
- 2009 (Gavardo-Tecmor Under-23, tre vittorie)

Trofeo FPT Tapparo
Milano-Tortona
Trofeo Pama Prefabbricati
- 2010 (Gavardo-Tecmor Under-23, una vittoria)

Gran Premio San Gottardo
- 2011 (Team Idea 2010 Under-23, quattro vittorie)

Gran Premio Industria Commercio Artigianato Comune di Osio Sotto
Circuito Casalnoceto
Coppa Comune di Livraga
Gran Premio Bianco di Custoza-Medaglia d'oro Fratelli Turato
- 2012 (Team Colpack Under-23, otto vittorie)

Giro delle Tre Provincie
Milano-Busseto
Coppa Romano Ballerini-Trofeo Moscolari
Trofeo Parco del Delta del Po
Trofeo Antonietto Rancilio
Circuito Salese
Gran Premio Ciclistico Arcade-Trofeo Pavan
Medaglia d'Oro Fiera di Sommacampagna
- 2013 (Team Colpack Under-23, nove vittorie)

Coppa Città di Melzo
La Popolarissima
1ª tappa Giro del Friuli Venezia Giulia (Cervignano del Friuli > Mereto di Tomba)
2ª tappa Giro del Friuli Venezia Giulia (Lignano Sabbiadoro > Lignano Sabbiadoro)
Trofeo Lindo e Sano-Trofeo Sportivi Palazzolesi
Giro dei Tre Ponti
Giochi del Mediterraneo, prova in linea
Gran Premio Industria e Commercio Osio Sotto
Gran Premio Bianco di Custoza-Medaglia d'oro Fratelli Turato
- 2014 (Bardiani-CSF, una vittoria)

3ª tappa Tour du Poitou-Charentes (Montmorillon > L'Isle Jourdain)
- 2016 (Bardiani-CSF, tre vittorie)

1ª tappa Österreich-Rundfahrt (Innsbruck > Salisburgo)
6ª tappa Österreich-Rundfahrt (Graz > Stegersbach)
Gran Premio Bruno Beghelli
- 2017 <>(Bardiani-CSF, due vittorie)

3ª tappa Giro di Croazia (Imoschi > Zara)
4ª tappa Giro di Croazia (Cirquenizza > Umago)

### Altri successi
- 2013 (Team Colpack)

Classifica punti Giro della Regione Friuli Venezia Giulia
- 2017 (Bardiani-CSF)

Classifica a punti  Giro di Croazia

## Piazzamenti

### Grandi Giri
- Giro d'Italia

2014: fuori tempo massimo (11ª tappa)
2015: ritirato (15ª tappa)
2016: non partito (13ª tappa)
2017: escluso (1ª tappa)